# Pierre Gascar
Pierre Gascar (* als Pierre Fournier 13. März 1916 in Paris; † 20. Februar 1997 in Lons-le-Saunier) war ein französischer Schriftsteller.

## Leben
Gascar war der Sohn eines kleinen Angestellten, verlor früh seine Mutter und wuchs in einem Dorf in Lot-et-Garonne auf. Er besuchte die Schule in Agen und Versailles und schloss mit dem Abitur ab. 1937 ging er freiwillig zum Militär und war ab 1939 Soldat im Zweiten Weltkrieg. 1940 kam er in Kriegsgefangenschaft und war zunächst in Deutschland und nach mehreren Fluchtversuchen in einem Straflager bei Rawa Ruska in der Ukraine, wo er als Totengräber und bei der Suche nach untergetauchten Juden eingesetzt war. 1945 wurde er von Sowjettruppen befreit.
Nach dem Krieg war er erst Journalist. Er war Literaturkritiker bei France-Soir und reiste 1954 nach China, worüber er für Le Monde berichtete und 1955 ein Buch veröffentlichte (Chine ouvert). Seine Erinnerungen an seine Zeit als Kriegsgefangener verarbeitete er in Le temps de morts (Garten der Toten) von 1953,  für das er den Prix Goncourt erhielt (und außerdem für seinen Sammelband von Erzählungen Les Bêtes (Die Tiere) von 1953). Garten der Toten handelt von einem Friedhofsgärtner, der die Züge nach Auschwitz vorbeiziehen sieht.
Ab 1953 wandte er sich der Schriftstellerei zu und arbeitete auch für Hörfunk und Fernsehen.
Er schrieb Biographien (zum Beispiel über Rimbaud und Nerval, Pasteur, Alexander von Humboldt, Buffon, Montesquieu), schrieb über die Natur, schrieb Begleittexte zu Bildbänden wie über das Schloss Chambord und San Marco, über China und veröffentlichte Erinnerungen Portraits et souvenirs (1991) unter anderem über Begegnungen mit Michel Foucault, Louis Aragon und Jean Cocteau.
Gascar erhielt den Grand Prix der Académie francaise und 1994 den Prix Roger Caillois.

## Werke (Auswahl)
- Die Tiere, Genf: Kossodo 1956 (Les Bêtes 1953)
- Garten der Toten, Holle 1954 (Le temps de morts, 1953)
- Der Flüchtling, Verlag Kossodo, Genf 1963[3]
- Das Korallenriff, Genf: Kossodo 1960
- Der Schatten Robespierres, Claassen 1982
- Le diable à Paris, 1985

## Hörspiele (Auswahl)
- 1964: Ein Mensch stirbt – Regie: Peter Arthur Stiller (Original-Hörspiel – HR/ORTF)
- 1968: Das Glück in der Lüge – Regie: Klaus Mehrländer (Originalhörspiel – WDR)
- 1969: Die Pferde – Regie: Hans Gerd Krogmann (Hörspiel – WDR)
- 1970: Hinter der Tür – Regie: Klaus Mehrländer (Hörspiel – WDR)
- 1973: Der schwarze Tod – Regie: Nicht angegeben (Hörspiel – DRS)
- 1974: Ein Mensch stirbt – Regie: Ferry Bauer (Originalhörspiel – ORF Oberösterreich)
- 1975: Der schwarze Tod – Regie: Rudolf Kautek (Hörspiel – ORF Steiermark)
- 1977: Die Quelle – Regie: Wolfram Rosemann (Hörspiel – WDR)

Quellen: ARD-Hörspieldatenbank für die deutschen, Ö1-Hörspieldatenbank für die österreichischen und die Datenbank HörDat für die schweizerProduktionen